# Berryteuthis
Berryteuthis (лат.) — род головоногих моллюсков из отряда кальмаров семейства Gonatidae. Включает два вида, обитающих в Тихом океане от тропиков до полярных регионов. Длина от 15 до 28 см. Встречаются на глубине от 0 до 1500 м. Все виды рода безвредны для человека, командорский кальмар (Berryteuthis magister) является объектом промысла в России, Японии, КНДР и Южной Корее. Охранный статус обоих представителей рода — «Вызывающий наименьшие опасения».

## Виды
- Berryteuthis anonychus — Аляскинский кальмар
- Berryteuthis magister — Командорский кальмар